# Аханов, Адиль Талгатулы
Адиль Талгатулы Аханов (каз. Әділ Талғатұлы Аханов; 31 мая 1999, Балхаш, Карагандинская область, Казахстан) — казахстанский футболист, защитник казахстанского клуба SD Family.

## Клубная карьера
Футбольную карьеру начинал в 2018 году. 24 октября 2021 года в матче против клуба «Тобол» Костанай дебютировал в казахстанской Премьер-лиге (1:4).

## Клубная статистика
| Игровая карьера | Игровая карьера | Игровая карьера | Лига | Лига | Кубок | Кубок | Межд. | Межд. | Др. | Др. |
| --------------- | --------------- | --------------- | ---- | ---- | ----- | ----- | ----- | ----- | --- | --- |
| 2019            | Шахтёр U-21     | В               | 8    | 0    | —     | —     | —     | —     | —   | —   |
| 2020            | Шахтёр-Булат    | Б               | 5    | 0    | —     | —     | —     | —     | —   | —   |
| 2020            | Шахтёр U-21     | В               | 4    | 0    | —     | —     | —     | —     | —   | —   |
| 2021            | Шахтёр          | А               | 1    | 0    | —     | —     | —     | —     | —   | —   |
| 2021            | Шахтёр-Булат    | Б               | 6    | 0    | —     | —     | —     | —     | —   | —   |
| 2021            | Шахтёр U-21     | В               | 12   | 1    | —     | —     | —     | —     | —   | —   |
| 2022            | SD Family       | В               | 21   | 1    | 1     | 0     | —     | —     | —   | —   |